# Suore carmelitane della carità di Vedruna
Le Suore Carmelitane della Carità di Vedruna (in spagnolo Hermanas Carmelitas de la Caridad de Vedruna) sono un istituto religioso femminile di diritto pontificio: le suore di questa congregazione pospongono al loro nome la sigla C.C.V.

## Storia

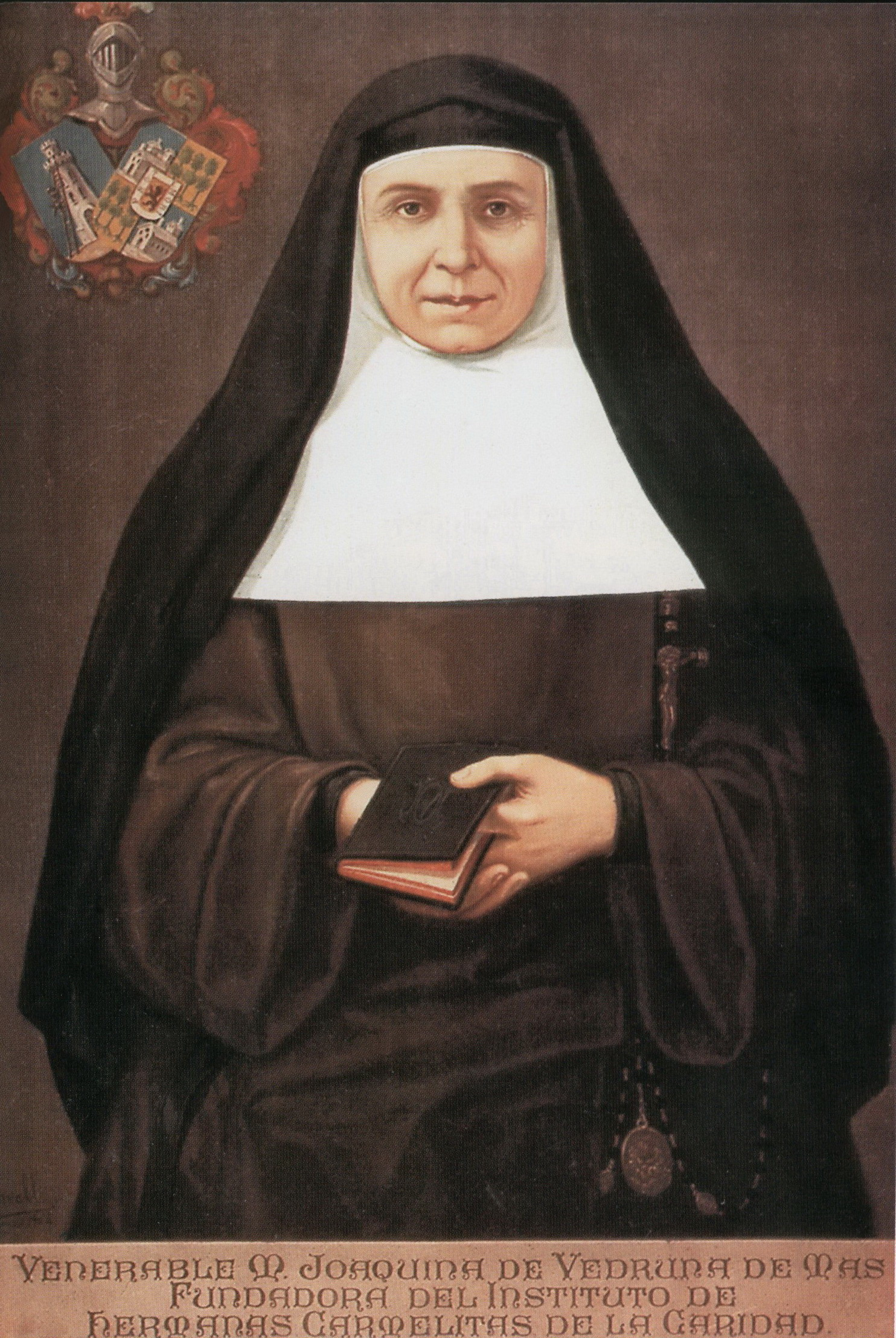
Gioacchina de Vedruna, fondatrice della congregazione

La congregazione fu fondata da Gioacchina de Vedruna (1783-1854). Già in gioventù aveva manifestato il desiderio di ritirarsi in un monastero carmelitano, ma per desiderio dei famigliari sposò l'avvocato Teodoro de Mas, dal quale ebbe nove figli; vedova dal 1816, continuò a occuparsi dell'educazione dei figli per i successivi dieci anni e poi riprese il suo antico progetto di abbracciare la vita religiosa in un ordine contemplativo.
Dopo un incontro con il cappuccino Stefano da Olot maturò, invece, la decisione di dare inizio a una congregazione di suore dedite all'educazione e all'assistenza agli ammalati e il 6 gennaio 1826 emise i voti nelle mani del vescovo di Vich, Pablo Corcuera.
La fondazione delle Suore della Carità di Nostra Signora del Carmelo avvenne il 26 febbraio 1826 nel Manso Escorial (la casa di Vich ereditata dal marito) a opera di Gioacchina de Vedruna insieme con nove compagne.
La revisione delle costituzioni della congregazione fu opera di Antonio Maria Claret, succeduto a Stefano da Olot e Pablo Corcuera nella direzione dell'istituto.
Alla morte della fondatrice (avvenuta nel 1854 a Barcellona, durante un'epidemia di colera) la congregazione contava circa 150 religiose; sotto il governo della seconda superiora generale, Paola Delpuig di San Luigi, le suore salirono a oltre 1000 e sotto la guida di Margherita Arolas di San Dionigi, quarta superiora generale, le suore raggiunsero anche il Cile e l'Argentina.
La congregazione fu approvata dalla Santa Sede il 5 agosto 1857 e nuovamente il 14 settembre 1860 da papa Pio IX, che aggregò l'istituto all'Ordine Carmelitano. Le sue costituzioni ricevettero l'approvazione definitiva il 20 luglio 1880.
La quinta superiora generale, Apollonia Lizárraga del Santissimo Sacramento, e ventiquattro consorelle furono tra le vittime delle persecuzioni contro i religiosi durante la guerra civile spagnola.
La fondatrice, beatificata nel 1940, fu proclamata santa da papa Giovanni XXIII il 12 aprile 1959.

## Attività e diffusione
Lo scopo principale dell'istituto è l'istruzione e l'educazione cristiana della gioventù, ma le suore si dedicano anche all'assistenza ospedaliera agli ammalati.
Le religiose sono presenti in Europa (Albania, Italia, Spagna), Asia (Filippine, Giappone, India, Taiwan), Africa (Repubblica Democratica del Congo, Gabon, Guinea Equatoriale, Eritrea, Togo) e nelle Americhe (Argentina, Bolivia, Brasile, Cile, Colombia, Paraguay, Perù, Stati Uniti d'America, Uruguay, Venezuela); la sede generalizia è in via Carlo Zucchi a Roma.
Al 31 dicembre 2008, la congregazione contava 2.012 religiose in 280 case.